# Lámina papirácea
La lámina papirácea es la cara externa de la masa lateral del hueso etmoides. Debe su nombre a su apariencia rugosa (recuerda a un papiro). Forma parte de la pared interna o medial de la cavidad orbitaria. En su borde superior presenta las desembocaduras de los surcos etmodiales anterior y posterior, que al articular con el hueso frontal crean los conductos etmoidales o agujeros orbitarios.
Presenta en su borde inferior el hiato semilunar, bordeado por la bulla etmoidal y la apófisis semilunar, donde desemboca el infundíbulo del etmoides en el meato medio.